# Teresa Boetti Valvassura
Teresa Boetti Valvassura (Saluzzo, 12 febbraio 1851 – Milano, 10 marzo 1930) è stata un'attrice italiana.

## Biografia
Teresa Boetti Valvassura nacque a Saluzzo nel 1851, e studiò nella scuola privata di Carolina Malfatti-Gabusi a Torino.
A Firenze, frequentò l'Accademia dei Fidenti, ottenendo grandi consensi nell'Eleonora da Toledo, nella Francesca di Rimini ecc., in quel teatro a passioni intense e a toni freschi che era allora di moda.
Luigi Monti, che allora dirigeva la compagnia Sadowsky la scritturò. La Boetti ebbe successo immediato a Napoli in La verità di Achille Torelli, prima di tornare ai filo-drammatici, dalle cui file proveniva.
Successivamente, richiamata dal teatro regolare, lavorò come seconda donna nelle compagnie di Luigi Bellotti Bon, di Giacinta Pezzana, di Guglielmo Emanuel.
Sospese l'attività teatrale per qualche tempo a causa del matrimonio con Ernesto Valvassura di Faenza, attore e amministratore teatrale.
Rientrata dopo poco tempo sulle scene riscosse nuovi successi in Teodora e in Tosca di Victorien Sardou; per quanto riguarda la Tosca, la Boetti, che ne fu la prima interprete italiana, ricevette gli elogi di V. Bersezio, traduttore ufficiale dello scrittore francese, il 29 aprile 1890.
Si associò poi con Zerri, Florido Bertini, Marchetti e Sandro Parrini; passò poi con Falconi e con Emanuel, ecc.
In seguito istituì una sua compagnia con la quale effettuò lunghe tournée in Brasile e in Argentina.
La sua recitazione si caratterizzò per la brillantezza e la cultura, per una maschera dinamica ed espressiva, per un temperamento focoso, qualità ideali per i ruoli forti e drammatici in stile Alexandre Dumas e Victorien Sardou, per le commedie passionali di Achille Torelli e di Paolo Ferrari.
Ragioni di famiglia la convinsero ad abbandonare il palcoscenico per dedicarsi all'insegnamento oltre che alla direzione della scuola di recitazione dell'Accademia dei Filodrammatici di Milano; in seguito ne aprì una per conto proprio e dalla sua scuola uscirono ottimi attori.
Ricominciò a recitare sino ai suoi ultimi giorni, avviando a bellissime carriere non pochi dei suoi allievi.
Teresa Boetti Valvassura morì nel 1930 a Milano.

## Filmografia
- Più forte del destino, regia di Attilio Fabbri (1916)
- La pupilla riaccesa, regia di Eugenio Perego (1916)
- Il sopravvissuto, regia di Augusto Genina (1916)
- Lea, regia di Diana Karenne e Salvatore Aversano (1916)
- Saluto italico, regia di Ugo Bitetti (1918)